# Kampania naprawy stylu pracy partyjnej
Kampania naprawy stylu pracy partyjnej – czystka polityczna przeprowadzona w bazie komunistów chińskich w Yan’anie w latach 1941–1943. Ugruntowała pozycję Mao Zedonga jako niekwestionowanego lidera partii i stała się jednocześnie wzorem dla późniejszych kampanii politycznych w ChRL.
Czystka wymierzona była w członków partii reprezentujących subiektywizm, sekciarstwo i formalizm partyjny oraz biurokratyzm – w rzeczywistości zaś we wszystkich działaczy niezgadzających się z doktryną maoizmu. Atakowano także krytycznych wobec KPCh intelektualistów, promując socrealizm w literaturze i sztuce. Osoby poddane represjom publicznie szykanowano, zmuszano do samokrytyki i zsyłano do pracy na wsi lub więziono. Ofiarą kampanii padł m.in. były przywódca KPCh Wang Ming, którego odsunięto od życia partyjnego. Wraz z nim wyeliminowano całą frakcję prosowiecką w partii, co miało istotne znaczenie w procesie sinizacji marksizmu przez Mao.
Kampania zakończyła trwający od konferencji w Zunyi w 1935 roku proces przejmowania przez Mao Zedonga jedynowładztwa w KPCh. 20 marca 1943 roku Mao został wybrany na przewodniczącego Komitetu Centralnego partii, które to stanowisko, obdarzone szerokimi prerogatywami, utworzono specjalnie dla niego. Jednocześnie zlikwidowano stanowisko sekretarza generalnego KPCh. Do powołanego nowego sekretariatu oprócz Mao weszli tylko Liu Shaoqi i Ren Bishi.